# Yann Soloy
Yann Soloy, né le 15 février 1970 à Dieppe, est un footballeur français.

## Biographie
Milieu de terrain formé au FC Rouen, Yann Soloy y devient rapidement un joueur important de l'effectif et réalise plusieurs saisons pleines en Division 2. Après une saison 1993-1994 où il ne joue presque pas et une saison suivante en D3, il quitte Rouen sur le dépôt de bilan du club et signe à Louhans-Cuiseaux, en D2. Après deux saisons de qualité, il rejoint le Havre AC, club de l'élite, où il est titulaire deux années. Il ne joue quasiment pas la troisième saison et accompagne le club normand en D2. 
À l'automne 2001, il quitte la France pour tenter sa chance en Écosse. Mis à l'essai par Motherwell FC, un club de première division où évolue plusieurs autres Français, il signe un premier contrat d'un mois. Ses débuts étant intéressants, son contrat est prolongé jusqu'à la fin de l'année. Mais le club dépose le bilan en avril et le joueur se trouve libre. Il revient alors en France terminer sa carrière de joueur au FC Dieppois, le club de sa ville natale, en CFA.
Aujourd'hui retraité du monde du football, c'est dans la region dieppoise qu'il vit avec son épouse et ses deux enfants.
Il a pris la direction en 2018 du Golf Normandie Côté d’albâtre dans la commune de saint Riquier-es-plain au cœur du pays de Caux.